# Jan Jędrszczyk
Jan Jędrszczyk (ur. 1923) – szopkarz krakowski, z zawodu elektromonter, wielokrotny uczestnik Konkursu szopek krakowskich (lata 1951–1967). Laureat wielu nagród II, III, IV oraz wyróżnień. Jego dzieła znajdują się w kolekcji Muzeum Historycznego Miasta Krakowa i były prezentowane na wielu wystawach w Polsce i za granicą.